# Cantó de Bray-sur-Somme
El cantó de Bray-sur-Somme és un cantó francès del departament del Somme, situat al districte de Péronne. Abasta 19 municipis i el cap és Bray-sur-Somme.

## Municipis
- Bray-sur-Somme
- Cappy
- Cerisy
- Chipilly
- Chuignolles
- Éclusier-Vaux
- Étinehem
- Frise
- Herbécourt
- Méricourt-l'Abbé
- Méricourt-sur-Somme
- Morcourt
- Morlancourt
- La Neuville-lès-Bray
- Sailly-Laurette
- Sailly-le-Sec
- Suzanne
- Treux
- Ville-sur-Ancre

## Història
| Data d'elecció                           | Identitat                  | Partit                | Qualitat |
| ---------------------------------------- | -------------------------- | --------------------- | -------- |
| 1945-1958                                | Charles Deflandre          | SFIO                  |          |
| 1958-1961                                | Jean-Claude Bouchend'homme | radical               |          |
| 1961-1988                                | Fernand Adriaenssens       | SFIO, després UDF-PSD |          |
| 1988-2001                                | Marcel Guyot               | RPR                   |          |
| 2001-2008                                | Daniel Lagache             | Divers droite         |          |
| 2008-                                    | Marcel Guyot               | UMP                   |          |
| les dades anteriors no són pas conegudes |                            |                       |          |
|                                          |                            |                       |          |

## Demografia
| A partir de 1990: Població sense dobles comptes |